# 3917 Franz Schubert
Franz Schubert (asteróide 3917) é um asteróide da cintura principal, a 2,3048343 UA. Possui uma excentricidade de 0,0225316 e um período orbital de 1 322,5 dias (3,62 anos).
Franz Schubert tem uma velocidade orbital média de 19,39653973 km/s e uma inclinação de 2,42647º.
Este asteróide foi descoberto em 15 de Fevereiro de 1961 por Freimut Börngen.